# Parafia Trójcy Przenajświętszej w Kosowie
Parafia Trójcy Przenajświętszej w Kosowie – rzymskokatolicka parafia znajdująca się w diecezji pińskiej, w dekanacie prużańskim, na Białorusi.

## Historia
Pierwszy kościół katolicki w Kosowie Poleskim został ufundowany w 1520 lub 1526. W okresie reformacji świątynia czasowo została przejęta przez kalwinów i była wykorzystywana jako zbór. W 1626 powstał nowy, drewniany kościół, ufundowany przez wojewodę wileńskiego Lwa Sapiehę. 12 lutego 1746 w kosowskim kościele został ochrzczony Tadeusz Kościuszko. Świątynia przetrwała do 1872, gdy pochłonął ją ogień, podczas pożaru miasta. Na jej miejsce zbudowano obecny kościół, oddany do użytku w 1878. 
W latach międzywojennych parafia leżała w diecezji pińskiej, w dekanacie Kosów Poleski. Nosiła wówczas wezwanie Trójcy Przenajświętszej i Świętego Krzyża. W czasach komunizmu parafia  funkcjonowała nieprzerwanie. Na budynku kościoła zachował się przedwojenny polski reper z wizerunkiem Orła Białego.

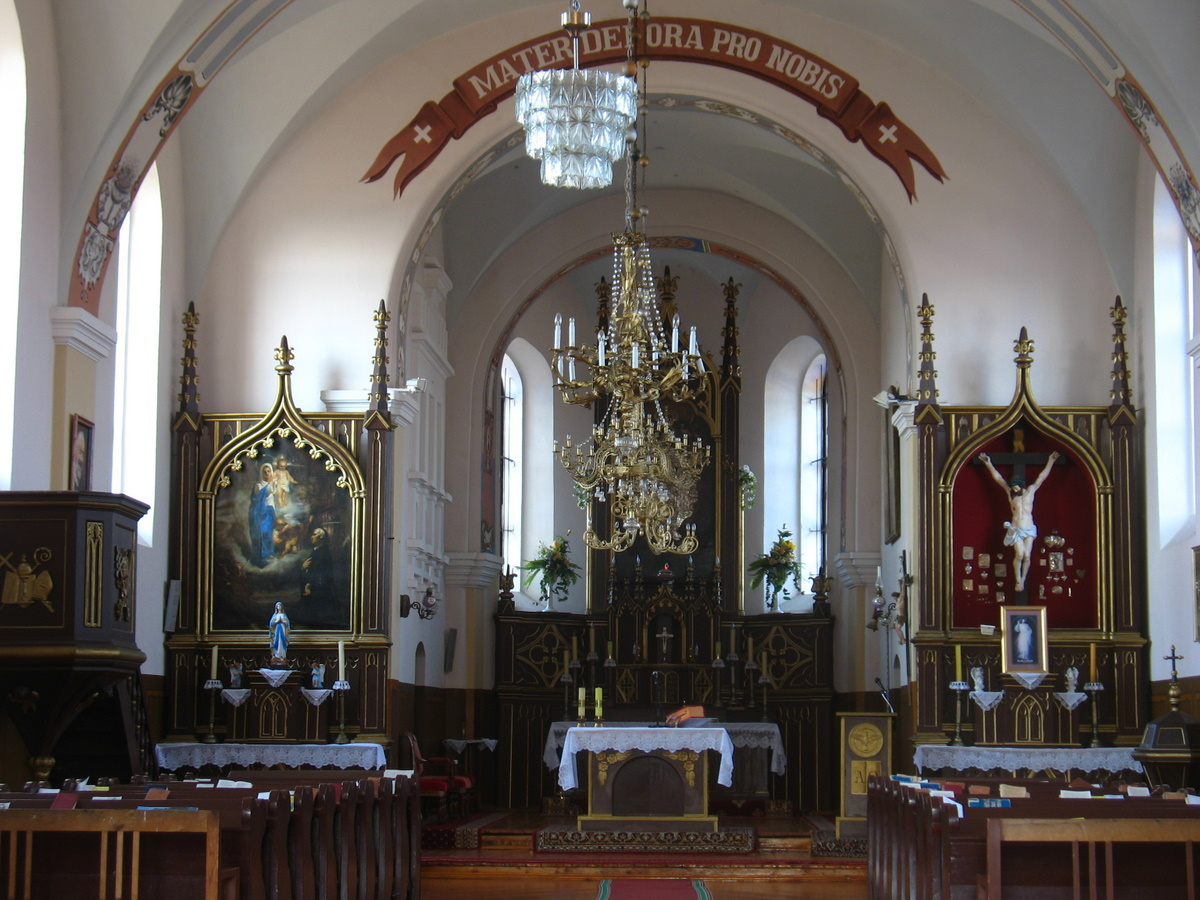
Wnętrze kościoła